# Jennifer Goodling
Jennifer Goodling (née le 26 avril 1962) est une joueuse de tennis américaine, professionnelle dans les années 1980 et jusqu'en 1992.

## Palmarès

### Titre en simple dames
Aucun

### Finale en simple dames
| No | Date       | Nom et lieu du tournoi | Catégorie | Dotation | Surface    | Vainqueure  | Score    |  |
| -- | ---------- | ---------------------- | --------- | -------- | ---------- | ----------- | -------- |  |
| 1  | 07/07/1985 | OTB Open, Schenectady  |           | 10 000 $ | Dur (ext.) | Linda Gates | 6-1, 6-1 |  |

### Titres en double dames
| No | Date       | Nom et lieu du tournoi | Catégorie | Dotation | Surface    | Partenaire  | Finalistes                   | Score         |  |
| -- | ---------- | ---------------------- | --------- | -------- | ---------- | ----------- | ---------------------------- | ------------- |  |
| 1  | 14/07/1986 | OTB Open Schenectady   |           | 15 000 $ | Dur (ext.) | Laura Glitz | Jennifer Fuchs Dena Levy     | 6-3, 3-6, 6-0 |  |
| 2  | 20/07/1987 | OTB Open Schenectady   |           | 27 500 $ | Dur (ext.) | Wendy Wood  | Pat Medrado Cláudia Monteiro | 5-7, 6-2, 6-3 |  |

### Finale en double dames
Aucune

## Parcours en Grand Chelem

### En simple dames
| Année | Open d'Australie | Open d'Australie | Internationaux de France | Internationaux de France | Wimbledon | Wimbledon | US Open | US Open |
| 1988  | 1er tour (1/64)  | Carol Christian  | -                        | -                        | -         | -         | -       | -       |

À droite du résultat, l’ultime adversaire.

### En double dames
| Année | Open d'Australie (janvier) | Open d'Australie (janvier) | Internationaux de France      | Internationaux de France   | Wimbledon                    | Wimbledon                | US Open                      | US Open                   | Open d'Australie (décembre) | Open d'Australie (décembre) |
| ----- | -------------------------- | -------------------------- | ----------------------------- | -------------------------- | ---------------------------- | ------------------------ | ---------------------------- | ------------------------- | --------------------------- | --------------------------- |
| 1981  | n/a                        | n/a                        | 1er tour (1/32) J. Harrington | M. Pakker Van der Torre    | 2e tour (1/16) N. Schutte    | M. L. Piatek Wendy White | 2e tour (1/16) J. Harrington | Kate Gompert Vicki Nelson | -                           | -                           |
| 1982  | n/a                        | n/a                        | -                             | -                          | -                            | -                        | 2e tour (1/16) Vicki Nelson  | Chris Evert B. J. King    | -                           | -                           |
| 1983  | n/a                        | n/a                        | -                             | -                          | -                            | -                        | 1er tour (1/32) N. Gregory   | Rosie Casals W. Turnbull  | -                           | -                           |
| 1985  | n/a                        | n/a                        | -                             | -                          | -                            | -                        | 1er tour (1/32) H. Pelletier | Rosie Casals Anne Smith   | -                           | -                           |
| 1986  | n/a                        | n/a                        | 1er tour (1/32) Vicki Nelson  | Neige Dias Pat Medrado     | 1er tour (1/32) Vicki Nelson | G. Fernández Robin White | 1er tour (1/32) Rene Blount  | Neige Dias Pat Medrado    | n/a                         | n/a                         |
| 1988  | 3e tour (1/8) Wendy Wood   | M. Lindström Alison Scott  | 1er tour (1/32) Cheryl Jones  | Kohde-Kilsch Helena Suková | 1er tour (1/32) Cheryl Jones | Jenny Byrne J. Thompson  | -                            | -                         | n/a                         | n/a                         |

Sous le résultat, la partenaire ; à droite, l’ultime équipe adverse.

### En double mixte
| Année | Open d'Australie (janvier), | Open d'Australie (janvier), | Internationaux de France  | Internationaux de France  | Wimbledon                    | Wimbledon                | US Open | US Open | Open d'Australie (décembre), | Open d'Australie (décembre), |
| ----- | --------------------------- | --------------------------- | ------------------------- | ------------------------- | ---------------------------- | ------------------------ | ------- | ------- | ---------------------------- | ---------------------------- |
| 1981  | n/a                         | n/a                         | 2e tour (1/8) John Yuill  | B. Nagelsen Ricardo Ycaza | 2e tour (1/16) John Yuill    | R. Tomanová Pavel Složil | -       | -       | n/a                          | n/a                          |
| 1986  | n/a                         | n/a                         | 2e tour (1/16) J. Sánchez | Gretchen Rush Charles Cox | 2e tour (1/16) Darren Cahill | R. Reggi Sergio Casal    | -       | -       | n/a                          | n/a                          |

Sous le résultat, le partenaire ; à droite, l’ultime équipe adverse.

## Classements WTA

### Classements en simple en fin de saison
| Année | 1983 | 1984 | 1985 | 1986 | 1987 | 1988 | 1989 | 1990 | 1991 |
| Rang  | 273  | 262  | 223  | 275  | 281  | 323  | 362  | 460  | 388  |

Source : (en) « Classements de Jennifer Goodling », sur le site officiel du WTA Tour

### Classements en double en fin de saison
| Année | 1986 | 1987 | 1988 | 1989 | 1990 | 1991 |
| Rang  | 118  | 161  | 140  | 248  | 219  | 503  |

Source : (en) « Classements de Jennifer Goodling », sur le site officiel du WTA Tour